# Австралия на зимних Олимпийских играх 1956
Австралия принимала участие в Зимних Олимпийских играх 1956 года в Кортина-д’Ампеццо (Италия) в третий раз за свою историю, но не завоевала ни одной медали. Сборная страны состояла из 8 спортсменов (7 мужчин, 1 женщина), которые выступили в соревнованиях по горнолыжному спорту, лыжным гонкам и фигурному катанию.